# Eudorylas modestus
Eudorylas modestus är en tvåvingeart som först beskrevs av Hailday 1833.  Eudorylas modestus ingår i släktet Eudorylas och familjen ögonflugor.
Artens utbredningsområde är Storbritannien. Inga underarter finns listade i Catalogue of Life.